# Heribert Prantl
Heribert Prantl (Nittenau, 30 luglio 1953) è un giornalista e pubblicista tedesco.
Dal 1995 al 2017 è stato capo della sezione di politica interna e, dal 2018 al 2019, capo di quella di opinione della Süddeutsche Zeitung di Monado; dal 2011 al 2019 è stato membro del comitato editoriale. È autore di numerosi libri e membro della giuria d'onore del Premio per la pace Erich Maria Remarque.

## Biografia
Heribert Prantl è nato a Nittenau, nell'Alto Palatinato, come il maggiore dei tre figli di Heribert Prantl Sr. e di sua moglie Julie, nata Lehmeier, maestra di sartoria. Secondo le sue stesse parole, suo padre, che era anche guardiano della chiesa e presidente onorario della Società Kolping di Nittenau, era un "devoto credente"; il viaggio di nozze dei suoi genitori li portò al luogo di pellegrinaggio di Altötting, che in seguito la famiglia visitò spesso.
Da adolescente, fu coinvolto nell'Associazione della Gioventù Cattolica Tedesca e, a partire dall'età di 15 anni, scrisse quasi quotidianamente reportage per i giornali locali della sua regione.
Si è diplomato al Regental-Gymnasium di Nittenau nel 1973. Ha poi svolto il servizio militare (ultimo grado: guardiamarina nelle riserve[5]) a Ratisbona e Idar-Oberstein.

## Attività professionale

### Istruzione
Dal 1974 al 1979 Prantl ha studiato legge, storia e filosofia presso le Università di Monaco, Tubinga e infine a Ratisbona, dove ha superato il primo esame di Stato nel 1979 e il secondo nel 1981. È stato assistente ricercatore presso la cattedra di diritto civile, diritto di famiglia e storia giuridica tedesca dell'Università di Ratisbona e ha conseguito il dottorato nel 1982 col massimo dei voti con la dissertazione Die journalistische Information zwischen Ausschlußrecht und Gemeinfreiheit. Eine Studie zum sogenannten Nachrichtenschutz, zum mittelbaren Schutz der journalistischen Information durch § 1 UWG und zum Exklusivvertrag über journalistische Informationen ("L'informazione giornalistica tra diritto di esclusione e pubblico dominio. Uno studio sulla cosiddetta protezione delle notizie, sulla protezione indiretta dell'informazione giornalistica prevista dal § 1 dell'UWG e sul contratto di esclusiva sull'informazione giornalistica"). Il suo lavoro ha ricevuto un premio scientifico dall'Università di Ratisbona e dalla Casata Thurn und Taxis.
Oltre agli studi di legge, nel 1975 Prantl ha completato un programma di formazione giornalistica come borsista dell'Istituto per la promozione dei giovani giornalisti della Chiesa cattolica e ha svolto un tirocinio presso i quotidiani Stuttgarter Nachrichten e Der neue Tag, nonché presso la Bayerischer Rundfunk e la Rai.

### Pratica da giurista
Dopo il tirocinio, ha lavorato inizialmente come avvocato e dal 1981 al 1987 ha lavorato come giudice presso i tribunali distrettuali e regionali bavaresi e come pubblico ministero. È stato anche portavoce del Tribunale regionale di Ratisbona.

### Giornalismo
Nel 1988 ha cambiato attività ed è diventato redattore nazionale su iniziativa degli allora direttori della Süddeutsche Zeitung, Hans Heigert e Dieter Schröder; da allora ha scritto molti dei principali articoli del giornale. Ha scritto anche numerosi libri e saggi politici e appare come commentatore politico nelle stazioni radiofoniche pubbliche e come ospite frequente in dibattiti radiofonici e televisivi. Dal 1992 è stato vice-capo e, dal '92 al '95, capo della sezione di politica interna della Süddeutsche Zeitung. Dal 2011 è stato membro del comitato di redazione. All'inizio del 2018 ha assunto la direzione della neonata sezione opinionistica di questa testata. All'inizio di marzo 2019 ha rinunciato alle funzioni amministrative di quest'ultimo incarico e di membro del comitato di redazione. Prantl ha continuato a lavorare per la Süddeutsche Zeitung come autore ed editorialista: con una rubrica politica del sabato, la newsletter Prantls Blick am Sonntag e il video blog Prantls Politik sul sito web del giornale.

## Posizioni e controversie
Prantl è considerato un rappresentante di uno Stato costituzionale liberale e cosmopolita. Viene occasionalmente classificato come "liberale di sinistra". La sua attenzione si concentra in particolare sull'intersezione tra diritto, morale e politica. "Chiede con determinazione l'osservanza dei diritti fondamentali", secondo il certificato di assegnazione del premio Geschwister Scholl a Prantl nel 1994. La sua "voce chiara" è "ineguagliabile nel giornalismo tedesco".
Winfried Hassemer, giudice del secondo senato della Corte costituzionale federale, ha detto della critica di Prantl alla giurisprudenza della Corte in materia di asilo, in qualità di elogiatore alla cerimonia di assegnazione del premio Siebenpfeiffer nel 1999: 
(Lob des anderen, 2001)
Nel suo discorso elogiativo in occasione del conferimento a Prantl del Premio Arnold Freymuth nel 2006, l'ex cancelliere federale Gerhard Schröder lo ha definito il "terzo senato" della Corte costituzionale federale.
Nel suo pamphlet Wir sind viele del 2011, Prantl denuncia il capitalismo finanziario e sottolinea che la proprietà nel senso della Legge fondamentale obbliga al fatto che anche le banche e che i mercati non debbano essere distaccati dalla morale. È un appello alla responsabilità del mercato finanziario e della politica: l'Europa non si basa sull'euro, ma sui suoi cittadini, che costituiscono la base della democrazia.
Nel luglio 2012, Prantl è stato criticato per un ritratto del presidente della Corte costituzionale federale Andreas Voßkuhle, in cui riportava una scena della sua cucina, apparentemente fedele alla realtà. Prantl aveva scritto in uno stile che lasciava intendere che fosse stato personalmente ospite di Voßkuhle. Ciò causò una certa irritazione per la presunta vicinanza tra i due. Quando è emerso che Prantl conosceva la disposizione della cucina, descritta in modo vivido solo grazie a racconti di terzi, si è scatenato un dibattito sulla diligenza giornalistica e una critica editoriale interna, per cui la SZ ha pubblicato una precisazione e si è rammaricata dell'errore.
Prantl è stato più volte contestato come caporedattore di Der Spiegel, da ultimo nel 2013. È uno dei sostenitori della Carta dei diritti digitali fondamentali dell'Unione Europea, pubblicata a fine novembre 2016.
In una serie di articoli sulla riforma del diritto d'autore dell'Unione europea, Prantl si è schierato con forza a favore del nuovo corso proposto. Nelle sue parole, l'opposizione alla riforma: 
(Prantls Blick – Droht das digitale Armageddon?, 17 marzo 2019)
Prantl rappresentava così il punto di vista dell'Associazione federale degli editori di giornali tedeschi (BDZV), che aveva fatto pressione per la modifica. La sua posizione è stata criticata da numerosi oppositori della riforma, tra cui il blogger Stefan Niggemeier. La riforma è stata approvata dal Parlamento europeo il 26 marzo 2019.
Nel corso della pandemia da COVID-19, Prantl ha avvertito che i diritti fondamentali erano a rischio di danni permanenti e ha pubblicato una serie di testi di commento. In un talk show in onda sul canale televisivo ServusTV nel gennaio 2021, Prantl ha chiaramente respinto misure di blocco più severe, come quelle previste dall'iniziativa Zero Covid. In un'intervista al Berliner Zeitung, ha affermato che la Costituzione tedesca non è soggetta alle restrizioni della pandemia e che è emerso un "sistema giuridico parallelo sub-legale" (accanto ai parlamenti). Le sue rubriche sulla pandemia da Covid hanno dato vita al libro Not und Gebot: Grundrechte in Quarantäne ("Necessità e imperativo: i diritti fondamentali in quarantena").

## Associazioni e funzioni
Prantl è stato docente presso la Scuola tedesca di giornalismo di Monaco, membro del Consiglio etico dell'Accademia di giornalismo di Amburgo e membro del PEN-Zentrums Deutschland. Dal 1995 è impegnato nel Rotary Club Munich-Nymphenburg. Dal 2002 è docente presso la Facoltà di Giurisprudenza dell'Università di Bielefeld, dove nel 2010 è stato nominato professore onorario. Nel semestre estivo del 2011 ha assunto la cattedra "Theodor Herzl" per la poetica del giornalismo presso l'Università di Vienna. Dal 2004 Prantl è membro del comitato consultivo della Fondazione Pro Justitia, che promuove la ricerca sui fatti giuridici. Dal 2010 è membro del comitato consultivo della European Law Students' Association Deutschland e. V.

## Premi e onorificenze
- 1983: premio scientifico dell'Università di Ratisbona e della Casa Thurn und Taxis per il diritto e l'economia;
- 1989: Premio Franz Karl Maier della fondazione giornalistica Der Tagesspiegel di Berlino per “commenti eccezionali e non di parte”;
- 1992: Premio alla stampa dell'Ordine degli avvocati tedeschi per il suo "appello per il rafforzamento della Legge fondamentale";
- 1994: Premio Geschwister Scholl per il suo libro Deutschland, leicht entflammbar;
- 1996: Premio Kurt Tucholsky per il giornalismo letterario;
- 1999: Premio Siebenpfeiffer per la libertà e i diritti democratici[37];
- 2001: Premio Theodor Wolff nella categoria "Saggio" per l'articolo Lob der Provinz del Süddeutsche Zeitung dell'1 e 2 aprile 2000;
- 2004: Premio di retorica per il "Discorso dell'anno 2004", assegnato dall'Università Eberhard Karls di Tubinga[38];
- 2006: Premio Erich-Fromm, insieme a Hans Leyendecker[39];
- 2006: Premio Arnold Freymuth "per i servizi resi allo Stato costituzionale democratico e sociale";
- 2007: Premio Roman Herzog per i media della Convenzione per la Germania per le sue analisi e commenti sul federalismo;
- 2007: Giornalista politico dell'anno di Medium Magazin[40];
- 2008: Prometeo d'oro per il giornalismo politico assegnato dalla rivista mediatica V.i.S.d.P.;
- 2008: Premio puk per il giornalismo culturale, assegnato dal Consiglio culturale tedesco;
- 2008: Premio Ketteler della Fondazione KAB "Futuro del lavoro e della sicurezza sociale" (ZASS);
- 2009: Medaglia per i servizi resi alla magistratura bavarese;
- 2010: Premio Cicero-Rednerpreis;
- 2011: Premio Wilhelm Hoegner del gruppo parlamentare SPD al Parlamento bavarese;
- 2012: Premio Fratelli Grimm dell'Università Philipps di Marburgo[41];
- 2013: Premio di giornalismo della città di Monaco di Baviera;
- 2015: Premio Hildegard Hamm-Brücher per la democrazia[42];
- 2015: Medaglia costituzionale bavarese d'argento;
- 2016: Dottorato onorario del Dipartimento di Teologia dell'Università Friedrich-Alexander di Erlangen-Norimberga[43];
- 2019: Premio dei media cattolici / Premio speciale della giuria per gli editoriali sulle grandi feste della Chiesa[44];
- 2022: Premio Memmingen per la libertà 1525[45];
- 2024: Grande Medaglia Staufer in oro[46].

## Pubblicazioni

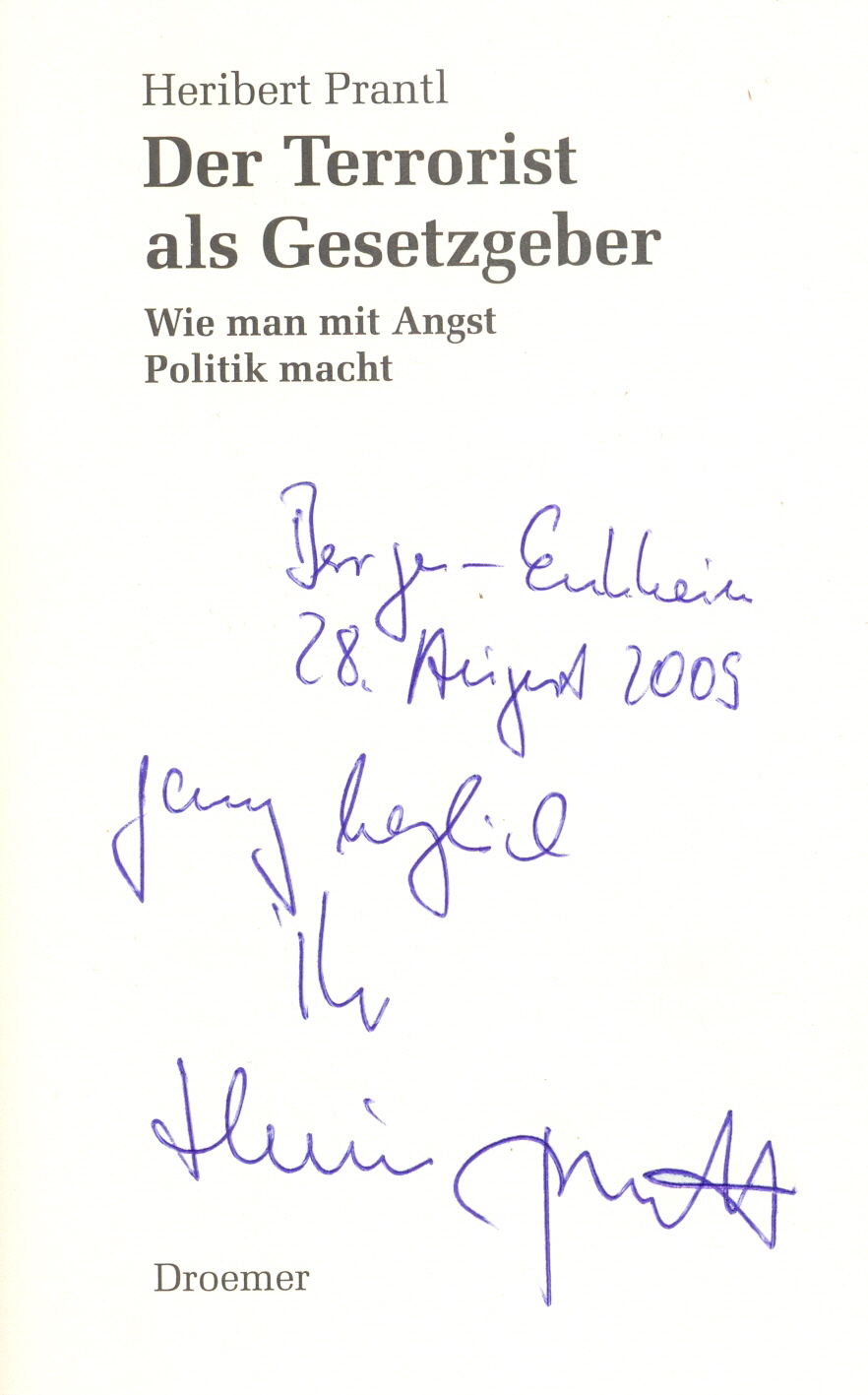
Autografo di Prantl

- Die journalistische Information zwischen Ausschlußrecht und Gemeinfreiheit. Eine Studie zum sogenannten Nachrichtenschutz, zum mittelbaren Schutz der journalistischen Information durch § 1 UWG und zum Exklusivvertrag über journalistische Informationen. E. u. W. Gieseking, Bielefeld 1983, ISBN 3-7694-0199-9.
- Deutschland – leicht entflammbar. Ermittlungen gegen die Bonner Politik. Carl Hanser, München/Wien 1994, ISBN 3-446-17691-8.
- Hrsg.: Wehrmachtsverbrechen. Eine deutsche Kontroverse. Hoffmann und Campe, Hamburg 1997, ISBN 3-455-10365-0.
- Sind wir noch zu retten? Anstiftung zum Widerstand gegen eine gefährliche Politik. Carl Hanser, München/Wien 1998, ISBN 3-446-18541-0.
- Rot-Grün – Eine erste Bilanz. Hoffmann und Campe, Hamburg 1999, ISBN 3-455-10383-9.
- con Hans Leyendecker, Michael Stiller: Helmut Kohl, die Macht und das Geld. Steidl, Göttingen 2000, ISBN 3-88243-738-3.
- con Thomas Vormbaum (Hrsg.): Juristisches Zeitgeschehen 2000 in der Süddeutschen Zeitung. Nomos, Baden-Baden 2001, ISBN 3-7890-7540-X.
- con Arthur Kaufmann: Was der Mensch dem Menschen schuldet. Carl Heymanns, Köln/Berlin/Bonn/München, Sonderdruck 2001, ISBN 978-3-452-25124-4.
- Verdächtig – Der starke Staat und die Politik der inneren Unsicherheit. Europa, Hamburg 2002, ISBN 3-203-81041-7.
- con Thomas Vormbaum (Hrsg.): Juristisches Zeitgeschehen 2001 in der Süddeutschen Zeitung. Nomos, Baden-Baden 2002, ISBN 3-7890-8298-8.
- con Thomas Vormbaum (Hrsg.): Juristisches Zeitgeschehen 2002 in der Süddeutschen Zeitung. Berliner Wissenschafts-Verlag, Berlin 2003, ISBN 3-8305-0618-X.
- con Thomas Vormbaum (Hrsg.): Juristisches Zeitgeschehen 2003 in der Süddeutschen Zeitung. Berliner Wissenschafts-Verlag, Berlin 2004, ISBN 3-8305-0882-4.
- con Thomas Vormbaum (Hrsg.): Juristisches Zeitgeschehen 2004 in der Süddeutschen Zeitung. Berliner Wissenschafts-Verlag, Berlin 2005, ISBN 3-8305-1062-4.
- Kein schöner Land – Die Zerstörung der sozialen Gerechtigkeit. Droemer, München 2005, ISBN 3-426-27363-2.
- in collaborazione con Hans-Jochen Vogel: Politik und Anstand. Warum wir ohne Werte nicht leben können. Herder, Freiburg/Basel/Wien 2005, ISBN 3-451-28608-4.
- con Nina von Hardenberg (Hrsg.): Schwarz Rot Grau. Altern in Deutschland. München 2008, ISBN 978-3-86615-616-6.
- Der Terrorist als Gesetzgeber. Wie man mit Angst Politik macht. Droemer/Knaur, München 2008, ISBN 978-3-426-27464-4.
- con Robert Probst: Einigkeit und Recht und Wohlstand: Wie Deutschland wurde, was es ist. 60 Jahre Bundesrepublik. Süddeutsche Zeitung/Bibliothek; 2009, ISBN 978-3-86615-727-9.
- Demokratiealarm. In: Wilhelm Heitmeyer (Hrsg.): Deutsche Zustände. Folge 8. Suhrkamp, Frankfurt am Main 2010, ISBN 978-3-518-12602-8, S. 296–304.
- Der Zorn Gottes – Denkanstöße zu den Feiertagen. Süddeutsche Zeitung Edition, München 2011, ISBN 978-3-86615-888-7.
- Wir sind viele: Eine Anklage gegen den Finanzkapitalismus. Süddeutsche Zeitung Edition, München 2011, ISBN 978-3-86615-999-0.
- Die Welt als Leitartikel. Die Zukunft des Journalismus. Picus, Wien 2012, ISBN 978-3-85452-683-4.
- Alt.Amen.Anfang. – Neue Denkanstöße. Süddeutsche Zeitung Edition, München 2013, ISBN 978-3-86497-167-9.
- Glanz und Elend der Grundrechte. Zwölf Sterne für das Grundgesetz. Droemer, München 2014, ISBN 978-3-426-27650-1.
- Im Namen der Menschlichkeit – Rettet die Flüchtlinge. Ullstein, Berlin 2015, ISBN 978-3-550-08126-2.
- Trotz alledem! Europa muss man einfach lieben. Suhrkamp Verlag, Berlin 2016, ISBN 978-3-518-07289-9.
- Was ein einzelner vermag. Politische Zeitgeschichten. Süddeutsche Zeitung Edition, München 2016, ISBN 978-3-86497-352-9.
- Gebrauchsanweisung für Populisten. Wie man dem neuen Extremismus das Wasser abgräbt. Ecowin, Salzburg 2017, ISBN 978-3-7110-0130-6.
- Die Kraft der Hoffnung. Denkanstöße in schwierigen Zeiten. Süddeutsche Zeitung Edition, München 2017, ISBN 978-3-86497-423-6.
- Eigentum verpflichtet. Das unerfüllte Grundgesetz. Süddeutsche Zeitung Edition, München 2019, ISBN 978-3-86497-522-6.
- Not und Gebot. Grundrechte in Quarantäne. C. H. Beck, München 2021, ISBN 978-3-406-76895-8.
- Mensch Prantl: Ein autobiographisches Kalendarium. Langen-Müller, München 2023, ISBN 978-3-7844-3675-3.
- Den Frieden gewinnen: Die Gewalt verlernen – Denkanstöße. Heyne, München 2024, ISBN 978-3-453-21870-3
- con Reinhard Matz e Wolfgang Vollmer: Die Bonner Republik. Vier Jahrzehnte Westdeutschland | 1949-1990. Greven, Köln 2024, ISBN 978-3-7743-0974-6.